# Бекстрём, Барбро
Барбро Агнета Бекстрём, урождённая Эрхардссон (швед. Barbro Agneta Bäckström; 6 декабря 1939 — 8 февраля 1990, Лунд) — шведская художница и скульптор, известная своими рельефами и скульптурами из проволоки.

## Биография и творчество
Барбро Эрхардссон родилась в 1939 году и выросла на острове Виндё Стокгольмского архипелага. Её родителями были Арвид Юлиус и Биргит Эрхардссон, поощрявшие интерес дочери к искусству, который у неё проявился в раннем возрасте. С 1960 по 1964 год Барбро училась в школе искусств и ремёсел (Konstfackskolan) в Стокгольме. После окончания учёбы она переехала вместе с мужем, художником Хольгером Бекстрёмом, в Лунд. В 1965 году в Лунде состоялась её первая персональная выставка.
Вскоре Барбро Бекстрём начала получать заказы на создание скульптур для городского пространства и различных учреждений. Основная тема её работ — человеческое, в первую очередь женское, тело. Многие её скульптуры напоминают отпечатки тел в натуральную величину; другие фрагментарно представляют отдельные части человеческой фигуры. Та же тема преобладает и в графических произведениях Барбро Бекстрём, и в её малоформатных скульптурах. Многие свои работы Бекстрём создавала из проволоки, размывая грань между скульптурой как материальным объектом и окружающим её пространством. Постепенно её проволочные скульптуры стали тяготеть к всё большей абстракции.
В 1990 году Барбро Бекстрём умерла от рака и была похоронена на Северном кладбище в Лунде. После её смерти состоялось несколько ретроспективных выставок, посвящённых её творчеству. После смерти Хольгера Бекстрёма в 1997 году около 300 работ Барбро были переданы в дар Художественному музею Мальмё. Её работы также представлены в коллекциях Музея современного искусства в Стокгольме, Художественного музея Кальмара, музея Эребру и ряда других музеев Швеции.